# Líderes en rebotes de la WNBA
Las Líderes en rebotes de la WNBA (WNBA rebounding leaders) es la jugadora con el mayor promedio de rebotes por partido en una temporada determinada, el título no se otorgó hasta la temporada 2002, ya que el premio Peak Performers es la categoría principal a este título y el formato de premiación varió en sus primeros años.
Tina Charles tiene el récord de todos los tiempos de rebotes totales (398) y rebotes por partidos (11.71) en una temporada; ambos récords fueron registrados en la temporada 2010 con Connecticut Sun.
Lisa Leslie y Tina Charles son las jugadoras con más lideratos de rebotes en su carrera, con tres. Yolanda Griffith, Chamique Holdsclaw, Cheryl Ford y Candace Parker son las únicas otras jugadoras en liderar la liga más de una vez. Solo una jugadora ha conseguido el título y el campeonato de la WNBA en la misma temporada: Cheryl Ford en 2006 con las Detroit Shock.

## Clave
|      |              | Jugadora activa en la WNBA                                    |                                                               |                                                               |                                                               |                                                               |
| (#)  | (#)          | Indica el número de veces que la jugadora ha ganado el título | Indica el número de veces que la jugadora ha ganado el título | Indica el número de veces que la jugadora ha ganado el título | Indica el número de veces que la jugadora ha ganado el título | Indica el número de veces que la jugadora ha ganado el título |
| Pos. | Posición(es) | Posición(es)                                                  | B                                                             | Base                                                          | E                                                             | Escolta                                                       |
| A    | Alero        | Alero                                                         | AP                                                            | Ala-pívot                                                     | P                                                             | Pívot                                                         |

## Líderes en rebotes
| Temporada | Jugadoras              | Pos. | Equipo              | Partidos jugados | Rebotes ofensivos | Rebotes defensivos | Rebotes totales | Rebotes por partido |
| --------- | ---------------------- | ---- | ------------------- | ---------------- | ----------------- | ------------------ | --------------- | ------------------- |
| 1997      | Lisa Leslie            | P    | Los Angeles Sparks  | 28               | 63                | 203                | 266             | 9.5                 |
| 1998      | Lisa Leslie (2)        | P    | Los Angeles Sparks  | 28               | 77                | 208                | 285             | 10.2                |
| 1999      | Yolanda Griffith       | P    | Sacramento Monarchs | 29               | 141               | 188                | 329             | 11.3                |
| 2000      | Natalie Williams       | P    | Utah Starzz         | 29               | 132               | 204                | 336             | 11.6                |
| 2001      | Yolanda Griffith (2)   | P    | Sacramento Monarchs | 32               | 162               | 195                | 357             | 11.2                |
| 2002      | Chamique Holdsclaw     | AP   | Washington Mystics  | 20               | 54                | 178                | 232             | 11.6                |
| 2003      | Chamique Holdsclaw (2) | AP   | Washington Mystics  | 27               | 72                | 222                | 294             | 10.9                |
| 2004      | Lisa Leslie (3)        | P    | Los Angeles Sparks  | 34               | 60                | 276                | 336             | 9.9                 |
| 2005      | Cheryl Ford            | AP   | Detroit Shock       | 33               | 113               | 209                | 322             | 9.8                 |
| 2006      | Cheryl Ford (2)        | AP   | Detroit Shock       | 34               | 130               | 233                | 363             | 11.3                |
| 2007      | Lauren Jackson         | P    | Seattle Storm       | 31               | 80                | 220                | 300             | 9.7                 |
| 2008      | Candace Parker         | AP/P | Los Angeles Sparks  | 33               | 84                | 229                | 313             | 9.5                 |
| 2009      | Candace Parker (2)     | AP/P | Los Angeles Sparks  | 25               | 60                | 184                | 244             | 9.8                 |
| 2010      | Tina Charles           | P    | Connecticut Sun     | 34               | 129               | 269                | 398             | 11.7                |
| 2011      | Tina Charles (2)       | P    | Connecticut Sun     | 34               | 126               | 248                | 374             | 11.0                |
| 2012      | Tina Charles (3)       | P    | Connecticut Sun     | 33               | 123               | 222                | 345             | 10.5                |
| 2013      | Sylvia Fowles          | P    | Chicago Sky         | 32               | 117               | 252                | 369             | 11.5                |
| 2014      | Courtney Paris         | P    | Tulsa Shock         | 34               | 136               | 211                | 347             | 10.2                |